# Villa romana de la Estación
La villa romana de la Estación, situada en Antequera, se adscribe a la tipología denominada "de peristilo" y en concreto su origen se remonta a la segunda mitad del siglo I, detectándose su abandono a finales del siglo IV o principios del V. Se caracteriza en esencia por un suntuoso matiz residencial, reflejo de la ideología y capacidad adquisitiva de sus dueños, destacando la calidad de la estatuaria aparecida, principalmente, en el ámbito del peristilo y directamente relacionada con la decoración de fuentes y estanques. 

## Descripción
La villa se encuentra en el límite norte de su casco urbano de Antequera, ocupando la ladera media y baja de un cerro. Su localización le confiere al yacimiento una situación inmejorable, dominando la vega antequerana y controlando las principales rutas de comunicación que existían en la Antigüedad, desde el interior hacia la costa malagueña. A las buenas comunicaciones y a la capacidad productiva del entorno hay que añadir el cumplimiento de los requisitos indispensables de la habitabilidad que los agrónomos latinos creían necesarios para la ubicación de una villa como salubridad y agradabilidad del paraje, amplio dominio visual y belleza del paisaje, orientación adecuada y abundancia de agua. De esta manera, resulta fácil comprender la elección de este enclave para la construcción de una villa de peristilo de carácter semiurbano nacida de la mano de un gran propietario, conjugando no sólo el hecho de ser un gran centro residencial, sino también un núcleo de explotación agrícola y, posiblemente, de control comercial.
Actualmente todos los espacios estudiados corresponden a la pars urbana de dicha villa, cuyo origen habría que remontarlo a la segunda mitad del siglo I d. C., continuando su actividad hasta finales del siglo IV o principios del V y sufriendo una importante remodelación a finales del siglo II o principios del III. También se han podido localizar las termas romanas en la zona noroccidental de la villa.

### Zona residencial
La zona residencial se articula en torno a un peristilo, cuyo pórtico se sustentaría en columnas de orden corintio y se pavimenta con un mosaico donde se desarrollan motivos geométricos y vegetales, rombos o cuadrados entre peltas afrontadas, nudos de Salomón, guiloches, cruces realzadas por rombos incrustados en sus ángulos entrantes, rombos concéntricos, peltas circunscritas en un círculo y rosetas tetrapétalas que encuadran cruces de Malta. En el centro del peristilo aparece parte de una estructura que se correspondería con una fontana de planta cuadrada revestida de opus signinum, en la que se sitúan al menos cuatro tazas de fuentes.
El peristilo conecta con una galería a través de otra estancia que cuenta con un pavimento musivario localizado en rampa. Hay que destacar por su singularidad esta galería, denominada estancia núm. 5, que en su origen estuvo porticada con columnas de orden jónico, según demuestran las intervenciones realizadas y cuya superficie está ocupada por un mosaico con un amplio repertorio vegetal, roleos, hojas de hiedra y flores de loto, combinados con círculos, esvásticas y nudos de Salomón entre otros motivos. Esta sala delimita el borde de un estanque de planta biabsidal realizado mediante un aparejo de opus incertum y revestimiento interior de opus signinum, que en su lado sur presenta una serie de hornacinas posiblemente destinadas a decoración escultórica.
Otra unidad relevante de esta villa es el oecus, donde se han registrado diferentes niveles de pavimentos y una fuente pequeña de planta semicircular. En esta ocasión el mosaico excavado tiene un diseño geométrico variado, siguiendo la clásica disposición de franja perimetral que acoge en su interior la repetición modular de motivos singulares. De esta forma se desarrolla una banda exterior mediante una doble línea de esvásticas entrelazadas formando un dibujo de T contrapuestas, alternando con cuadros policromos que enmarcan nudos de Salomón. El motivo central lo configuran una serie de paneles cuadrados con rosetas tetrapétalas, nudos de Salomón, cruces y circunferencias inscritas por nudos de Salomón.
El resto de las habitaciones detectadas mantienen las mismas características que las ya descritas en cuanto a la tipología de mosaicos, siendo éste un elemento representativo de primer orden. Dos excepciones resaltan sobre el repertorio musivario desarrollado en esta villa al tratarse de mosaicos figurativos, el primero de ellos forma parte de un pavimento donde aparecen dos erotes alados en pie, portando sus respectivos arcos, mientras que el segundo es una placa parietal de opus sectile en la que se representa un ave enmarcada en una serie de motivos vegetales, empleando una amplia variedad de mármoles como el verde antico, el de Afyon veteado, pasta vítrea para el pico y su contorno, así como mármol blanco para la vegetación. Este último mosaico, el único que no se encuentra in situ, puede considerarse uno de los signos más representativos de la riqueza de esta villa, junto a los materiales muebles que se exponen en el apartado siguiente y se encuentran depositados en el Museo Municipal de Antequera (Málaga) por considerarse el lugar más indicado para la conservación de las piezas.

### Muebles
- Cabeza de sátiro: Pieza de reciente aparición de mármol blanco griego, procedente de Paros, que representa a un sátiro o fauno. Destaca por su belleza, la calidad del mármol y de su pulimento, que indican que se trata de una pieza excepcional. Por sus características se data en la segunda mitad del siglo II d. C. y presenta unas medidas de 10 cm de alto por 6 cm de ancho.

- Clípeo: Elemento decorativo de mármol que posiblemente representa al propietario de la villa en bajorrelieve. Según sus características iconográficas se encuadra en el siglo III d. C.

- Máscara de Melpómene: Musa de la tragedia y de la comedia, realizada en mármol, que presenta un excepcional estado de conservación manteniendo restos de policromía. Se considera una pieza singular al tratarse de uno de los pocos casos hallados en España durante una actuación arqueológica, además de ser la única aparecida con tal grado de integridad.

- Escultura de Amorcillo o Erote: Esta figura se representa cabalgando sobre un animal marino y se asienta sobre un pedestal. Cumpliría la función de surtidor de una de las tazas de la fuente del peristilo. El material utilizado ha sido el mármol.

- Estatua de Eros dormido: Conserva parte de la peana y el cuerpo, desde la cabeza hasta la cintura, con las alas plegadas, los ojos cerrados y la boca entreabierta. La cabeza reposa sobre su hombro izquierdo y porta en su mano izquierda un manojo de adormideras, mientras que con la derecha sujeta parte de un arco. Por sus características se relaciona directamente con un contexto acuático, acompañando a los surtidores de los estanques. La imagen se realiza en mármol blanco.

- Busto femenino: Se trata de una pieza de excelente calidad, ejecutada en mármol y datada en los años 30-40 del siglo II d.c., que sigue los modelos clásicos griegos; por su belleza y características es probable que la escultura sea de la diosa Venus, cuyo destino sería una hornacina relacionada con la fuente del peristilo.

- Piezas diversas: Formando parte del mismo contexto decorativo de fuentes, estanques, etc., han aparecido otros restos entre los que se puede destacar una cabeza de pez también en mármol, parte de la pierna de un fauno del mismo material, fragmentos de un brocal de pozo en mármol de Mijas que representa los pliegues de una vestimenta y la pata de un felino en bronce.